# Fiat 2300
O Fiat 2300 é um automóvel de seis cilindros produzido pela montadora italiana Fiat entre 1961 e 1968. O 2300 foi feito como sedã (estilizado por Dante Giacosa), perua e cupê. O sedã 2300 chama a atenção porque em 1966 se tornou o primeiro modelo Fiat a estar disponível com câmbio automático.

## 2300 Coupé
Ao lado dos modelos sedã e perua, a linha 2300 incluía os grã-turismo concebidos pela Ghia, o Fiat 2300 Coupé e o 2300S Coupé - este último equipado com um motor mais potente com carburadores duplos de arranque duplo, afinados pela Abarth. A forma do carro foi vista pela primeira vez em público quando Ghia o apresentou como um protótipo de cupê esportivo no Salão Automóvel de Turim de 1960. Uma versão de produção, baseada no recém-lançado sedã Fiat 2300, foi apresentada em 1961 e colocada à venda em 1962. Tendo desenvolvido a carroceria cupê, a Ghia não dispunha da capacidade de produção necessária para os volumes previstos, sendo obrigada a subcontratar a sua produção à OSI.
A carroceria do cupê foi soldada à plataforma padrão do sedã 2300, com a qual compartilhava seus componentes principais. (Apesar de ser um modelo novo, o sedã 2300 era, em muitos aspectos, um design comprovado, sendo uma versão com motor maior do Fiat 2100 que estava disponível desde 1959.) A distância entre eixos era idêntica, mas o cupê tinha uma bitola um pouco mais larga em ambas as extremidades do que o sedã, e a marcha final do cupê foi aumentada para 3,9 (3,72 no cupê 2300S), o que se traduziu em 33,6 km/h por 1.000 rpm. Dentro do 2300 Coupé apresentava vidros elétricos e outros acessórios luxuosos.

## Especificações
O Fiat 2300 usava construção monobloco. A suspensão dianteira era duplo A, suspensos por barras de torção, com amortecedores hidráulicos e barra estabilizadora; na traseira havia um eixo sólido com molas de lâmina, amortecedores hidráulicos e barra estabilizadora. Os freios eram discos servoassistidos em todas as quatro rodas. Na maioria dos 2300 e em todos os cupês 2300S, a transmissão era manual de 4 velocidades totalmente sincronizada, com overdrive opcional. Um câmbio automatizado Saxomat estava disponível como opcional; a partir de 1966, um câmbio automático Borg Warner de 3 velocidades foi oferecido em seu lugar.
O motor de seis cilindros em linha com válvula suspensa tinha um bloco de ferro fundido e uma cabeça de cilindro de alumínio. Enquanto o motor 2300 era equipado com um carburador descendente de duplo afogador, o 2300S mais potente usava dois carburadores horizontais de duplo afogador.
| Modelo | Anos    | Motor                    | Cilindradas Diâmetro x curso | Potência                                                   | Sistema de combustível              |
| ------ | ------- | ------------------------ | ---------------------------- | ---------------------------------------------------------- | ----------------------------------- |
| 2300   | 1961–68 | OHV 6 cilindros em linha | 2279 cc 78 mm × 79,5 mm      | 105 hp CUNA (77 kW; 104 bhp) 117 hp SAE (86 kW; 115 bhp)   | Carburador de duplo afogador        |
| 2300 S | 1963–68 | OHV 6 cilindros em linha | 2279 cc 78 mm × 79,5 mm      | 136 hp CUNA (100 kW; 134 bhp) 150 hp SAE (110 kW; 148 bhp) | Dois carburadores de duplo afogador |

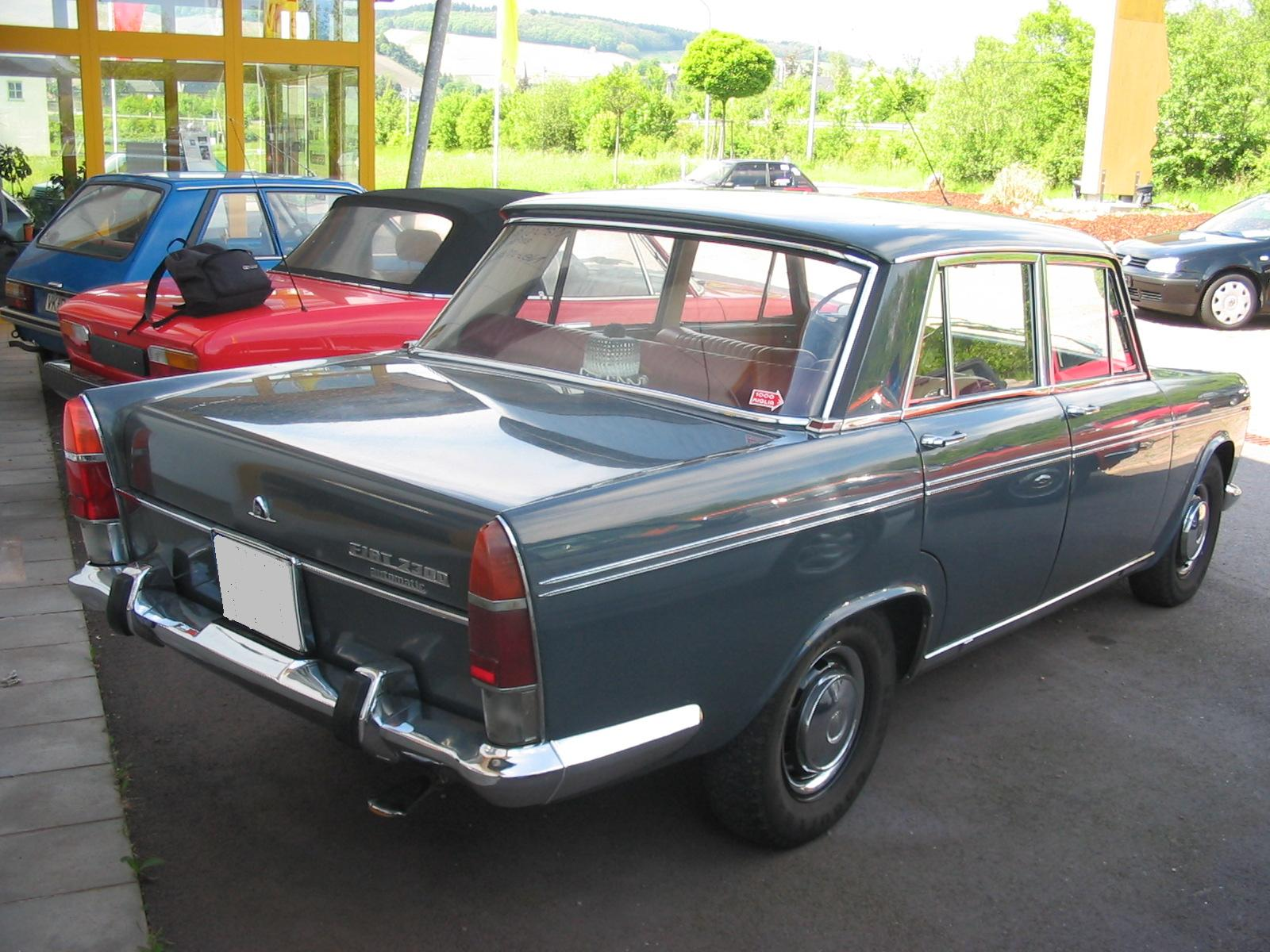
Fiat 2300 Saloon
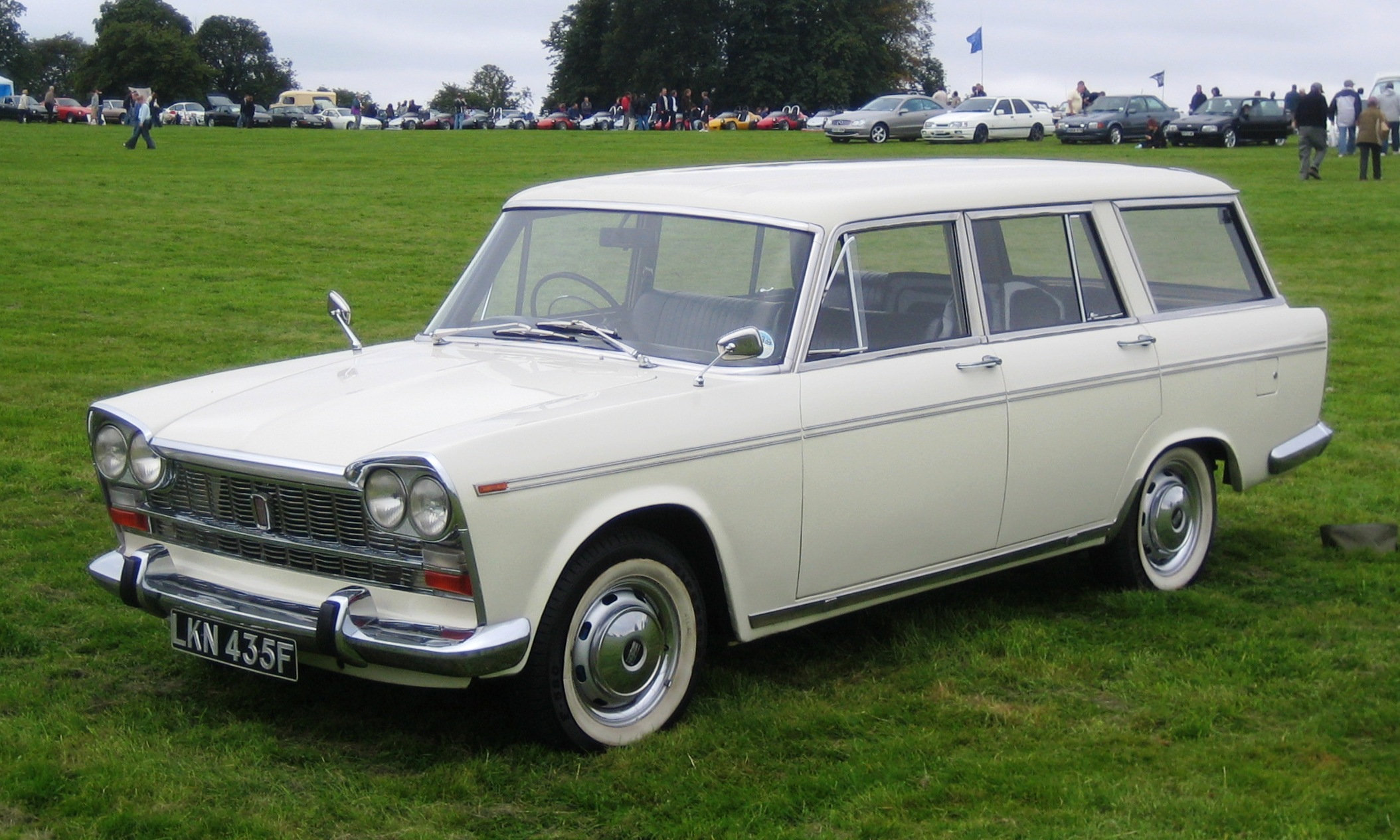
Fiat 2300 Estate no Reino Unido (1967)
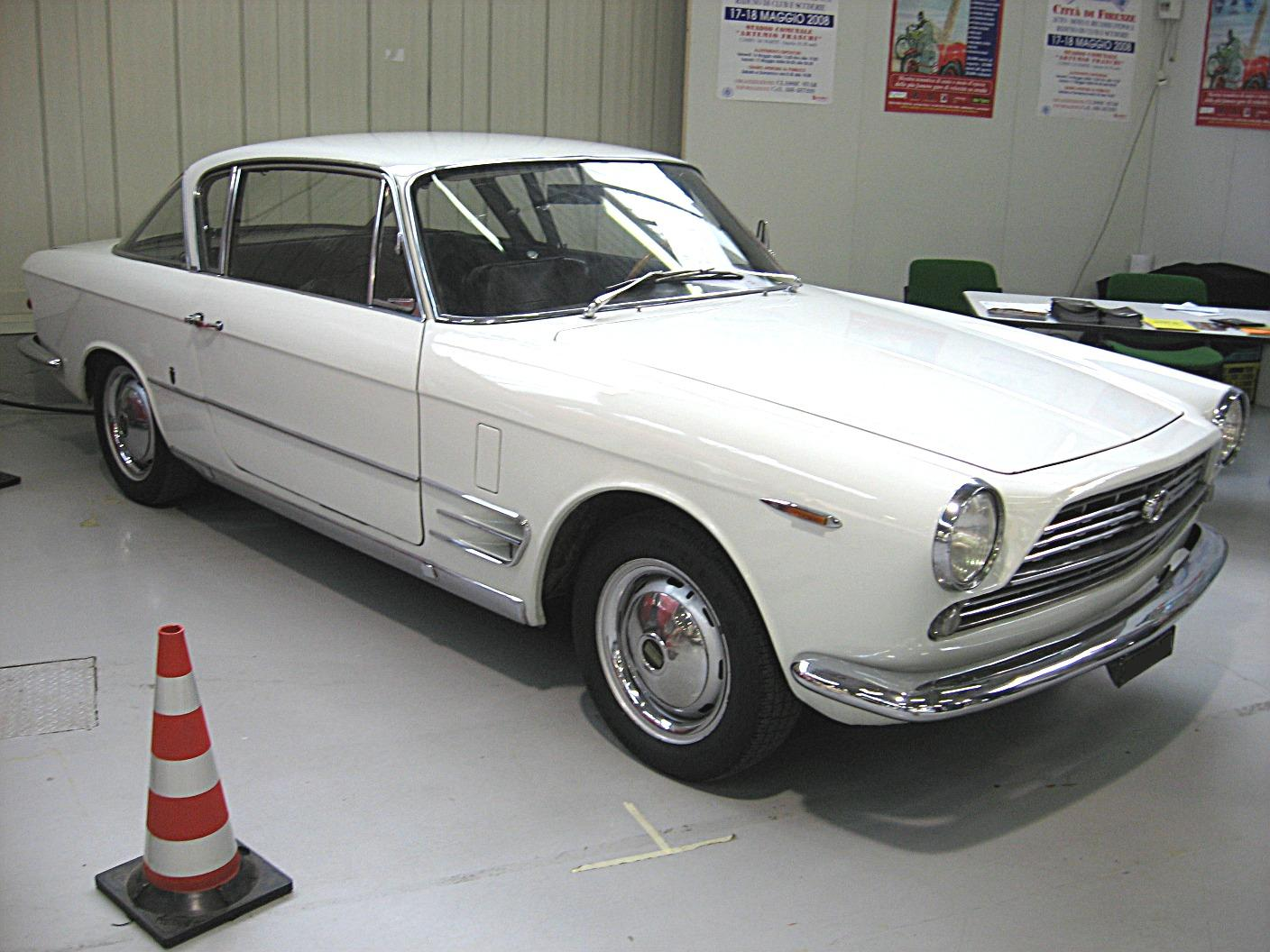
Fiat 2300 S Coupé
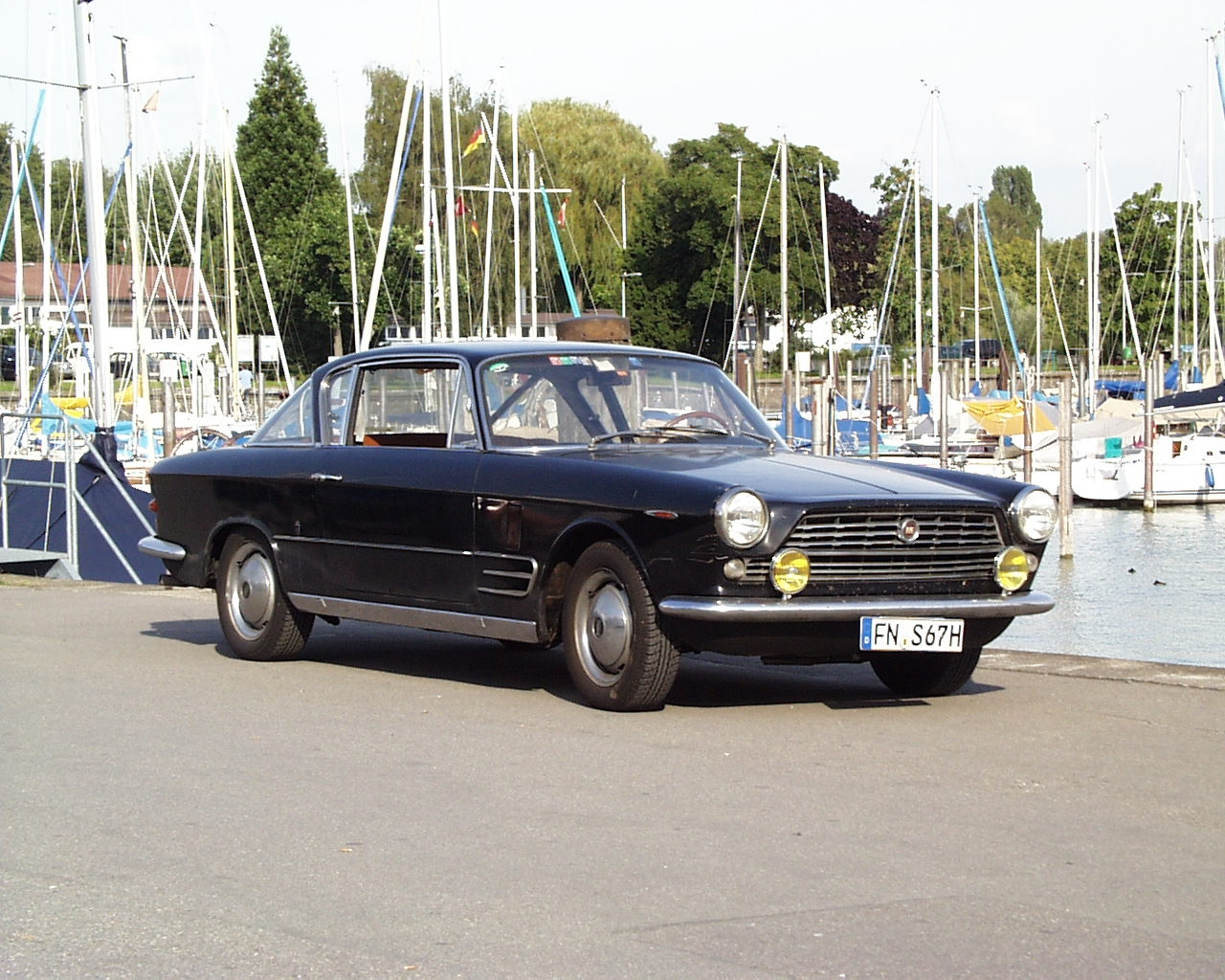
Fiat 2300 S Coupé (Série 3)